# Aspalathus rigidifolia
Aspalathus rigidifolia är en ärtväxtart som beskrevs av Rolf Martin Theodor Dahlgren. Aspalathus rigidifolia ingår i släktet Aspalathus och familjen ärtväxter. Inga underarter finns listade i Catalogue of Life.